# Reprezentacja Polski U-19 w piłce nożnej mężczyzn
Reprezentacja Polski U-19 w piłce nożnej – zespół piłkarski do lat 19, reprezentujący Rzeczpospolitą Polską w meczach i sportowych imprezach międzynarodowych, jest jednym z dziesięciu młodzieżowych piłkarskich zespołów narodowych w kraju, powoływanym przez selekcjonera, w którym występować mogą wyłącznie zawodnicy posiadający obywatelstwo polskie i którzy w momencie przeprowadzania imprezy docelowej (Mistrzostw Europy w piłce nożnej) rocznikowo nie przekroczyli 19. roku życia. Za jej funkcjonowanie odpowiedzialny jest Polski Związek Piłki Nożnej.

## Pierwszy mecz
| 18 września 1948 | Polska U-19 · Poświat* 41' | 1:0(1:0) | Węgry U-19 | Stadion ŁKS, Łódź · Widzów: 8000** · Sędzia: Andrzej Rutkowski ( Polska) |
|                  |                            |          |            |                                                                          |

* Kwestia strzelca i minuta zdobycia gola są nie do końca ustalone. Przegląd Sportowy podał, że bramkę zdobył „Poświat po strzale z daleka w 41. minucie”, natomiast czasopismo Sport i Wczasy podały to samo nazwisko, ale 44. minutę. Z kolei Sport podał „Rambeckiego po solowym rajdzie w 40. minucie”.

** Taką liczbę podał Przegląd Sportowy. Sport i Wczasy podały „ponad 10 000”.
Polska zagrała w składzie: Jan Powązka (1932, Zagłębie Sosnowiec) – Kazimierz Kaszuba (1930, Cracovia), Władysław Sobkowiak (1929, Lech Poznań), Sroka (Dąb Poznań) – Jerzy Koza (Cracovia), Zdzisław Bieniek (1930, Garbarnia Kraków), Wacław Sąsiadek (1931, Pogoń Katowice), Kazimierz Trampisz (1929, Polonia Bytom), Ludwik Poświat (1931, Cracovia), Julian Radoń (1928, Cracovia), Józef Rembecki (1928, Pomorzanin Toruń)*.

* W składzie podanym przez Sport i Wczasy zamiast Rembeckiego figuruje Ragielski.
Trenerzy: Tadeusz Foryś i Zygmunt Jesionka

## Występy w ME U-19

### Turniej Juniorów UEFA
- 1955: 3. miejsce w swojej grupie
- 1956: 2. miejsce w swojej grupie
- 1957: 3. miejsce w swojej grupie
- 1958: 4. miejsce w swojej grupie
- 1959: 4. miejsce w swojej grupie
- 1960: 4. miejsce w swojej grupie
- 1961: 2. miejsce
- 1962: 3. miejsce w swojej grupie
- 1964: 2. miejsce w swojej grupie
- 1965: 2. miejsce w swojej grupie
- 1967: 3. miejsce w swojej grupie
- 1969: 4. miejsce w swojej grupie
- 1971: 3. miejsce w swojej grupie
- 1972: 3. miejsce
- 1974: 3. miejsce w swojej grupie
- 1975: 4. miejsce w swojej grupie
- 1978: 3. miejsce
- 1979: 4. miejsce w swojej grupie
- 1980: 2. miejsce

### Mistrzostwa Europy U-18
- 1981: 2. miejsce
- 1982: 4. miejsce
- 1984: 3. miejsce
- 1992: 7.–8. miejsce (nie było fazy grupowej, porażka w I rundzie, a potem również w meczu o miejsca 5.–8.)
- 2001: 1. miejsce – Mistrzostwo Europy

### Mistrzostwa Europy U-19
- 2004: 4. miejsce w swojej grupie
- 2006: 3. miejsce w swojej grupie
- 2023: 3. miejsce w swojej grupie